# Ausones
Voir l'article « Aurunces », qui traite à la fois des Aurunces et des Ausones, comme un seul peuple italique d’origine indo-européenne installée dans le nord de la Campanie antique.

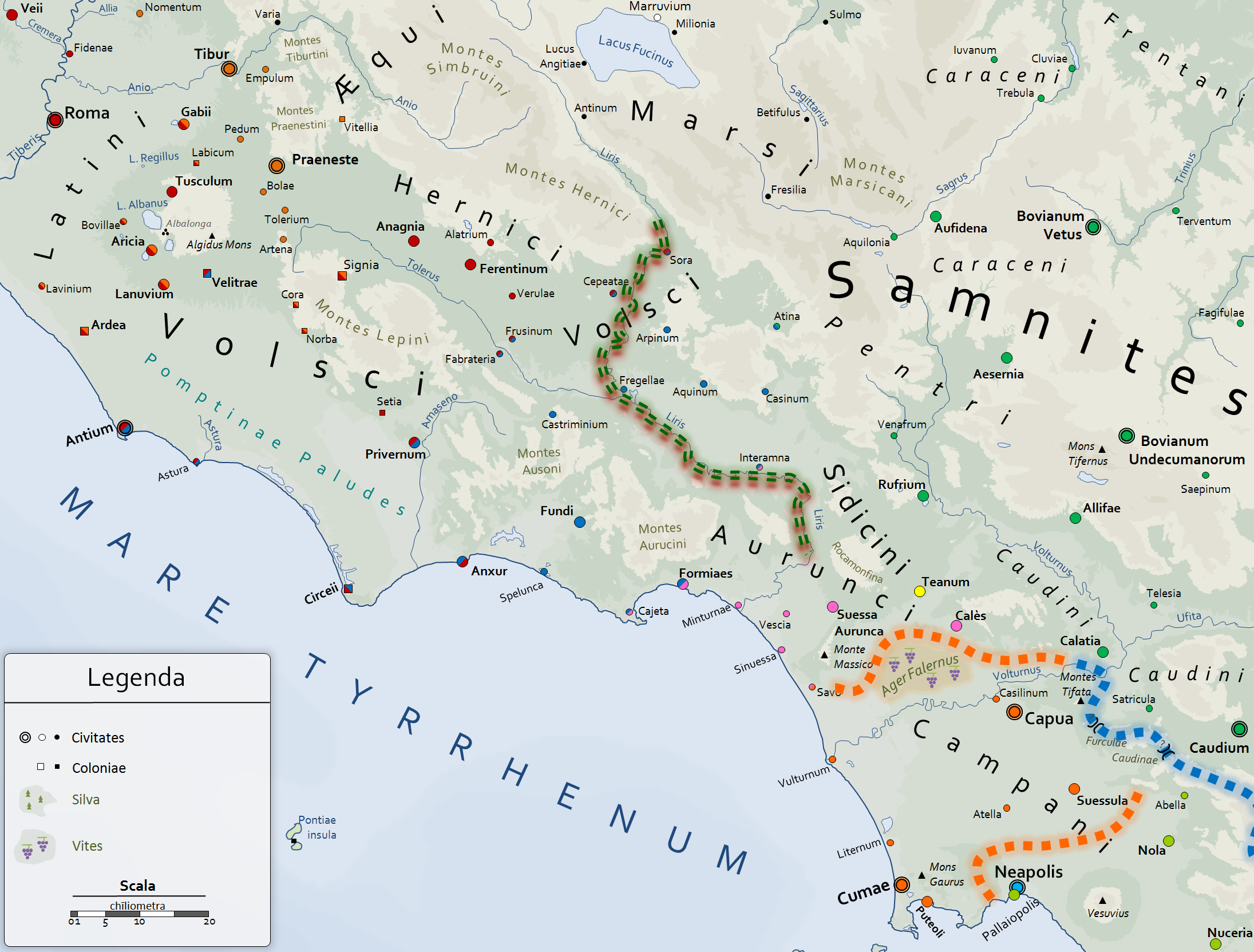
Les Aurunces sur une carte des peuples au milieu du

Les Ausones (Ausoni en latin et Αὔσονες en grec ancien) sont un peuple italique d’origine indo-européenne, dont on situe généralement l’installation en Italie vers le début du Ier millénaire av. J.-C.

## Aurunces et Ausones
Les Grecs nomment les Aurunces « Αὔσονες », c'est-à-dire Ausones. Les Aurunces ont la même origine que ceux que les Romains appellent habituellement Ausones ; les deux groupes ont dû se séparer par la suite et s'établir dans des régions voisines, et les Romains ont désigné les uns comme Aurunci et les autres comme Ausones. Tite-Live parle des Aurunci autour de Suessa et des Ausones autour de Calès.

## Les Ausones des îles Lipari

Carte des îles Éoliennes, ou « îles Lipari » du nom de l'île principale.

Une légende recueillie par l'historien grec Diodore de Sicile raconte l'installation dans les îles Lipari d'un groupe d'Ausones conduits par un certain Liparos. Ce groupe venait de la Campanie voisine. Nous connaissons fort peu l'organisation sociale de ces Ausones. Des fouilles entreprises par les archéologues Luigi Bernarbo-Brea et Madeleine Cavalier dans la nécropole située à l'ouest de la ville antique de Lipara, dans la contrée de Diana, il ressort qu'une large population prospérait en ces lieux du XIVe au Xe siècle av. J.-C. Elle utilise des céramiques aux anses en forme de tête de ruminant, manie des armes de bronze et pratiquait des rites funéraires : disposés en position fœtale, les morts sont inhumés dans de grands vases en terre cuite.